# Anselmo
Anselmo – wieś w Stanach Zjednoczonych, w stanie Nebraska, w hrabstwie Custer.